# Монарх сіроголовий
Монарх сіроголовий (Monarcha cinerascens) — вид горобцеподібних птахів родини монархових (Monarchidae). Поширений від Сулавесі до Соломонових островів.

## Підвиди
Виділяють одинадцять підвидів:
- M. c. commutatus Brüggemann, 1876 — острови Сангір[en], Сіау[en], Маю і Тіфоре;
- M. c. cinerascens (Temminck, 1827) — Сулавесі, острови Талауд[en], Молуккські острови, Малі Зондські острови;
- M. c. inornatus (Lesson, R & Garnot, 1828) — острови Західного Папуа, північний захід Нової Гвінеї, острови Ару;
- M. c. steini Stresemann & Paludan, 1932 — острів Сіау[en];
- M. c. geelvinkianus Meyer, AB, 1884 — острови Япен і Біак[en];
- M. c. fuscescens Meyer, AB, 1884 — острови на північ від Нової Гвінеї;
- M. c. nigrirostris Neumann, 1929 — північний схід Нової Гвінеї і сусідні острівці;
- M. c. fulviventris Hartlaub, 1868 — захід архіпелагу Бісмарка;
- M. c. perpallidus Neumann, 1924 — північ і центр архіпелагу Бісмарка;
- M. c. impediens Hartert, E, 1926 — острови на схід від архіпелагу Бісмарка до Соломонових островів;
- M. c. rosselianus Rothschild & Hartert, E, 1916 — острови Тробріана, острови Д'Антркасто, архіпелаг Луїзіада.

## Поширення і екологія
Сіроголові монархи мешкають в Індонезії, Східному Тиморі, Папуа Новій Гвінеї та Соломонових Островах. Вони живуть в тропічних лісах і на плантаціях.